# Pfitzauf

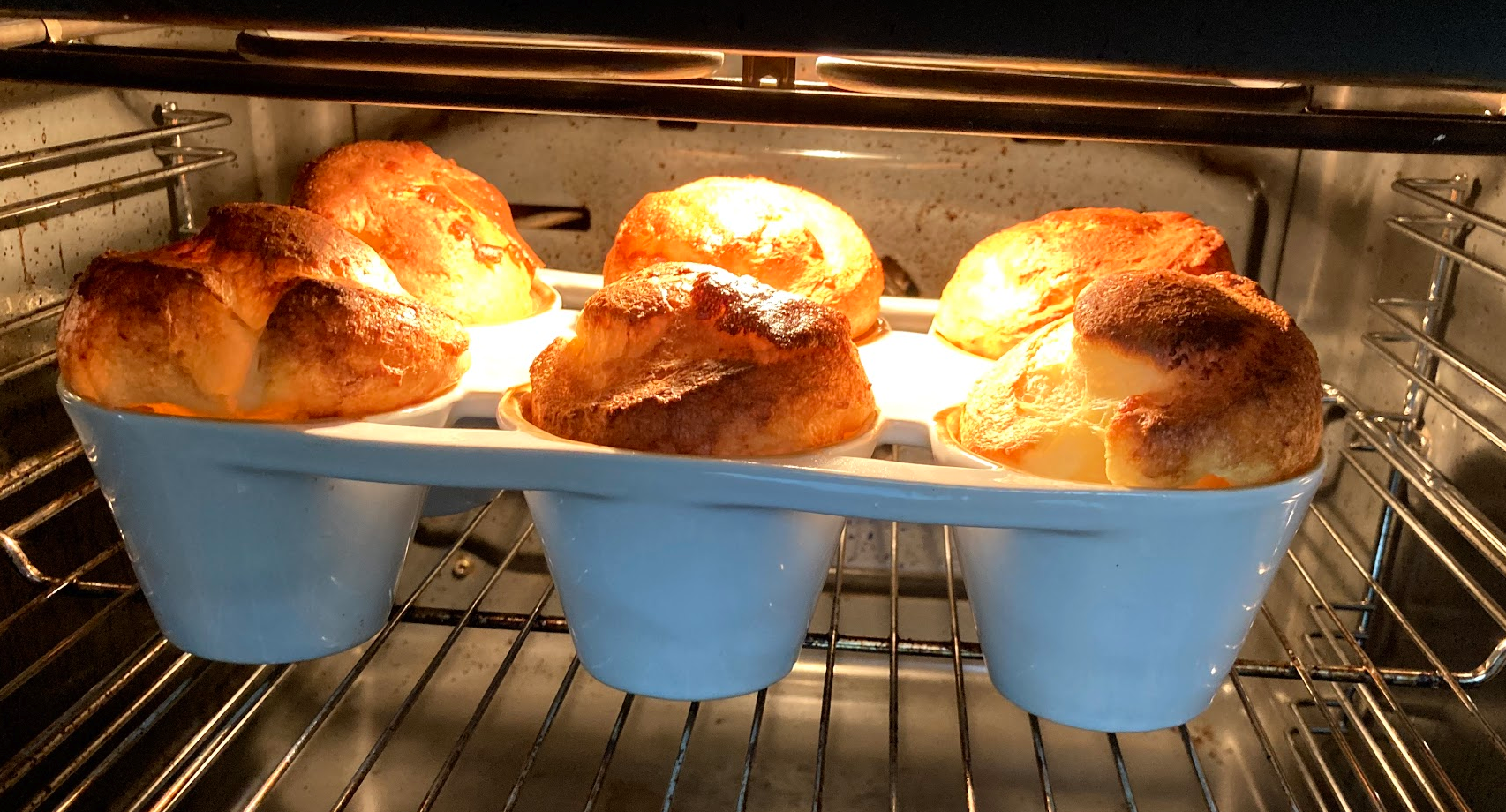
Am Ende des Backvorgangs droht der Pfitzauf zusammenzufallen, weshalb er am besten bei geöffneter Ofentür für einige Momente im Ofen verweilt, bevor er herausgenommen wird.

Pfitzauf ist ein traditionelles Eiergebäck der schwäbischen Küche. Die Masse ist recht flüssig, entspricht dem Flädlesteig und besteht aus Milch, Mehl, zerlassener Butter, Salz, Eiern und nach Geschmack etwas Zucker. Dabei dienen Milch und Eier als Lockerungsmittel. Der Pfitzauf wird in speziellen Pfitzaufformen aus glasiertem Ton im Ofen ausgebacken. Stehen diese nicht zur Verfügung, können Tassen als Ersatz dienen. Die Formen werden nur zur Hälfte befüllt, denn während des Backvorgangs hebt sich der Pfitzauf weit über den Rand der Backform hinaus – er „pfitzt auf“. 
Pfitzauf wird warm als Hauptspeise serviert, wahlweise mit Vanillesauce, Kompott oder mit Puderzucker bestreut. Es ist üblich, den Pfitzauf mit Gabeln aufzureißen. 
Verwandt mit dem Pfitzauf sind der englische Yorkshire Pudding, der US-amerikanische Popover und das Dutch Baby.

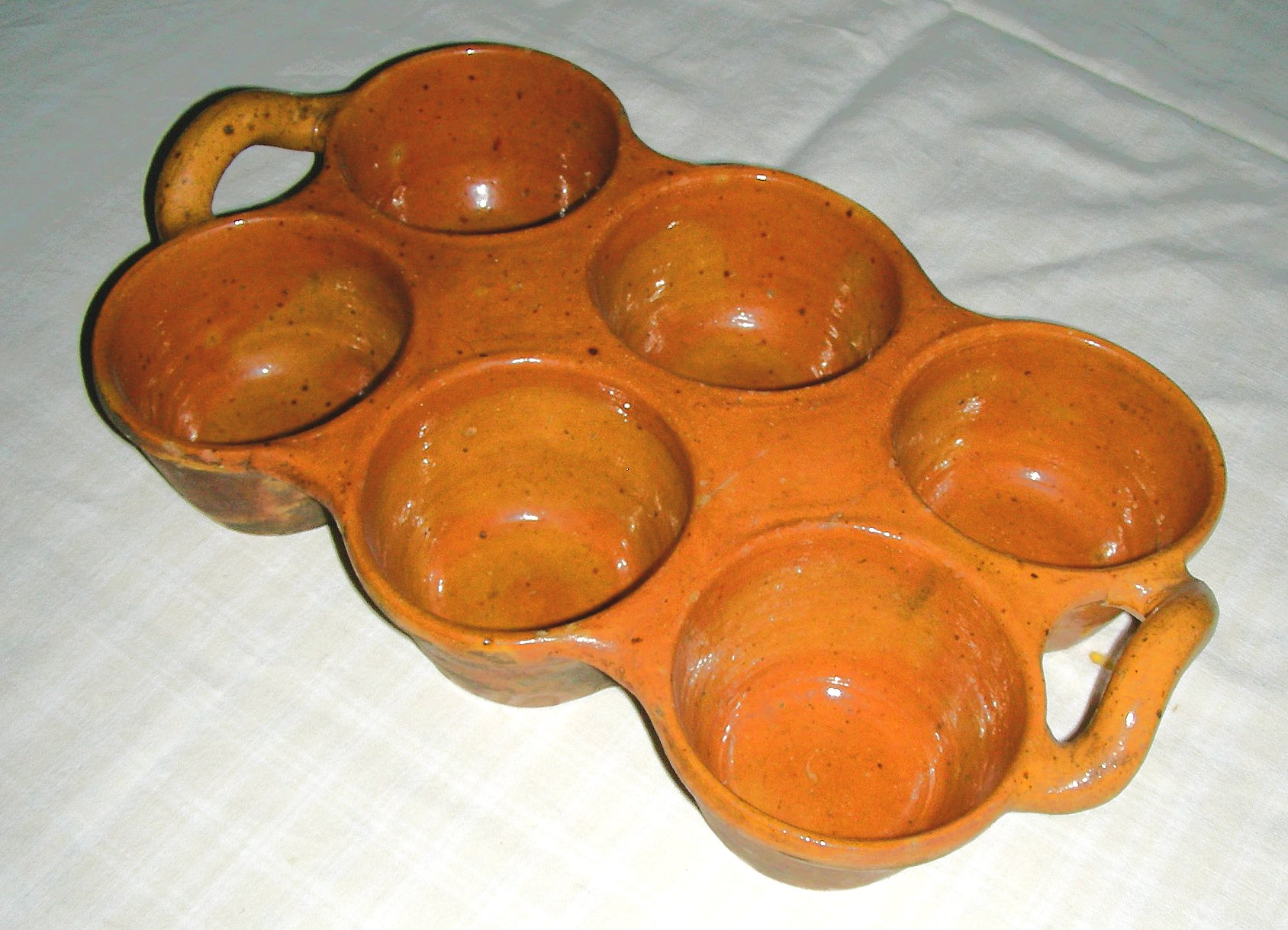
Pfitzaufform aus Irdenware